# Artefact
Artefact – trzeci studyjny album polskiej grupy deathmetalowej Devilyn. Wydany został 22 października 2001 roku nakładem Blackned Records.
Jest to ostatnie wydawnictwo zrealizowane z Marcinem "Novym" Nowakiem w składzie. Całość nagrań skomponował i wyprodukował sam zespół we współpracy z Arkadiuszem "Maltą" Malczewskim odpowiedzialnym również za inżynierię dźwięku i miksowanie. Mastering wykonał Tim Turan w Turanaudio Studios w Wielkiej Brytanii.
Słowa na potrzeby utworów napisał Marcin "Novy" Nowak, przełożyła Marta "Creep" Arciszewska. Fotografie do oprawy graficznej Artura Janusa wykonał Ireneusz Gajewski. Okładkę w koncepcji Marcina "Novego" Nowaka wykonał Paweł Kozakiewicz.

## Lista utworów
Opracowano na podstawie materiału źródłowego.
| Nr  | Tytuł utworu            | Słowa | Muzyka                  | Długość |
| --- | ----------------------- | ----- | ----------------------- | ------- |
| 1.  | „Soul Snatcher”         | Novy  | Novy, Dino, Bony, Basti | 03:23   |
| 2.  | „Aryman's Grace”        | Novy  | Novy, Dino, Bony, Basti | 02:57   |
| 3.  | „Psalm”                 | Novy  | Novy, Dino, Bony, Basti | 03:12   |
| 4.  | „Contempt”              | Novy  | Novy, Dino, Bony, Basti | 02:34   |
| 5.  | „Kingdom Of The Blind”  | Novy  | Novy, Dino, Bony, Basti | 03:24   |
| 6.  | „Deceived Conscience”   | Novy  | Novy, Dino, Bony, Basti | 03:00   |
| 7.  | „Expression Of Horror”  | Novy  | Novy, Dino, Bony, Basti | 03:24   |
| 8.  | „Prophet's Crux”        | Novy  | Novy, Dino, Bony, Basti | 03:02   |
| 9.  | „Fire – Step Follow Me” | Novy  | Novy, Dino, Bony, Basti | 04:12   |
| 10. | „Senses Scarity”        | Novy  | Novy, Dino, Bony, Basti | 02:45   |
| 11. | „Hatched out of...”     | Novy  | Novy, Dino, Bony, Basti | 03:29   |
|     |                         |       |                         | 35:22   |

## Muzycy
Opracowano na podstawie materiału źródłowego.
- Marcin "Novy" Nowak – gitara basowa, śpiew
- Sebastian "Basti" Łuszczek – perkusja
- Łukasz "Bony" Luboń – gitara
- Krystian "Dino" Wojdas – gitara